# ديف بارنز
ديف بارنز (بالإنجليزية: Dave Barnes)‏ هو مغن مؤلف أمريكي، ولد في 20 يونيو 1978 في كارولاينا الجنوبية في الولايات المتحدة.

## وصلات خارجية
- الموقع الرسمي
- ديف بارنز على موقع ميوزك برينز (الإنجليزية)
- ديف بارنز على موقع أول ميوزيك (الإنجليزية)
- ديف بارنز على موقع ديسكوغز (الإنجليزية)